# As-Safira (nahija)
Nahija As-Safira (ar. ناحية السفيرة) je nahija u okrugu as-Safira, u sirijskoj pokrajini Alep. Površina nahije je 846,37 km2. Po popisu iz 2004. (prije rata), nahija je imala 132.658 stanovnika. Administrativno sjedište je u naselju As-Safira.
Godine 2009., nahija Tell Aran je oformljena izdvajanjem iz ove nahije.